# 岡本百合
岡本 百合（おかもと ゆり、1968年5月4日 - ）は、日本のAV女優である。1980年代後半に活動した。

## 略歴
1987年12月に『あなたとしたい　乳まっていこう』（アテナ）でAVデビュー。活動期間は短く、1988年初頭には一時引退、同年6月に『愉芽の絆』でカムバックしたが、8月にリリースされた『淫壺の蜜』（EL）をもって最終的に引退した。

## プロフィール
- 趣味：エアロビクス、水泳

## 作品

### アダルトビデオ（撮りおろし作品のみ）
1. あなたとしたい 乳まっていこう（1987年12月5日、アテナ）
2. 巨乳大快楽（1987年12月25日、KUKI） - 共演：高見沢しのぶ
3. スクリュー・ドライバー 悦楽園（1988年1月9日、SAMM） - 共演：愛沢ひろみ
4. アニマル・ボンバーズ 失楽園（1988年2月6日、SAMM） - 共演：咲田葵、愛沢ひろみ
5. ZOOM UP 性感帯（1988年2月15日、GOLDEN MARILLINE / フェニックス）
6. ロマンコレクション チチクリHIP（1988年2月25日、アテナ）
7. 勝手にしやがれ 消えゆく少女たちの記録集（1988年3月26日、KUKI） - 共演：姫野真利亜、栗原美也子、沖田ゆかり、東清美、東桐子、小川さおり、浅野真弓、水原由麻、愛田ゆき
8. ザ・巨乳本番（1988年6月2日、ファイブスター）
9. E-CUP SLAVE 愉芽の絆（1988年6月9日、シネマジック）
10. 巨乳大快楽 2（1988年6月11日、KUKI） - 共演：井上可奈、藤沙月、水島純
11. 愛しのパイズリーナ 谷間の百合（1988年6月26日、WAKO）
12. 巨乳三姉妹（1988年6月28日、マドンナメイト） - 共演：菊池エリ、早坂りな
13. おしゃぶりグランプリ 咥え上手な乙女たち 7（1988年7月7日、Annie） - 共演：岸本かおる、西条希美、榊美穂、栗原早記、村上れい、井上真美
14. 乳頭（ニュートン）の法則（1988年7月15日、Candy）
15. 赤い報告書 2 密室の淫戯 ホテトル嬢殺人事件（1988年7月25日、SEARCH / にっかつ） - 共演：立原友香
16. ハレンチビデオリーグ 4（1988年7月25日、にっかつ） - 共演：東山絵美、一ノ瀬あや、仲村梨沙、黒沢ひとみ、磯野真理、芳本愛子
17. 淫壺の蜜（1988年8月10日、EL）